# Maurice Gibb
Maurice Ernest Gibb CBE (Douglas, 22 de desembre de 1949 - Miami Beach, 12 de gener de 2003) va ser un music britànic, component del grup dels Bee Gees, un dels millors i més coneguts grups de Pop de la història. Maurice Gibb cantava, componia i exercia com a productor musical. Els seus majors èxits els va obtenir amb els Bee Gees, tot i que va publicar alguns treballs en solitari: els senzills Railroad (1970) i Hold Her in Your Hand (1984).
Tot i que el seu germà gran Barry Gibb i el seu germà bessó Robin Gibb eren els principals cantants del grup, la majoria dels seus àlbums incloïen almenys una o dues cançons amb la veu principal de Maurice, com "Lay It on Me", "Country Woman" i "On Time". The Bee Gees va ser un dels grups de pop-rock amb més èxit de tots els temps.
Gibb va començar la seva carrera musical el 1955 a Manchester, Anglaterra, a l'edat de sis anys, unint-se al grup de skiffle-rock and roll the Rattlesnakes, que més tard es va convertir en els Bee Gees el 1958 després de passar tres anys a Manchester quan es van traslladar a Austràlia. Van tornar a Anglaterra, on van aconseguir fama mundial. El 2002, els Bee Gees van ser designats com a CBE per la seva "contribució a la música".
Les primeres influències musicals de Maurice Gibb van incloure els Everly Brothers, Cliff Richard i Paul Anka; els Mills Brothers i els Beatles van ser importants influències posteriors. Durant la ruptura temporal dels Bee Gees entre 1969 i 1970, Maurice va llançar el seu primer senzill en solitari, "Railroad", però el seu primer àlbum en solitari, The Loner, no va ser mai publicat.
Maurice va morir a la matinada del 12 de gener de 2003 de manera inesperada quan havia estat ingressat a l'hospital a causa de problemes gastrointestinals. Després de la mort inesperada de Gibb el 2003, el seu fill va recollir el seu premi al Palau de Buckingham el 2004.